# 三菱Galant Grunder
三菱Galant Grunder，一般簡稱三菱Grunder，是日本三菱汽車與台灣中華汽車於2004年至2013年之間在台灣推出的一輛基於第九代美規Galant重新設計的車型，可視為美規Galant之雙生車款，由中華汽車生產製造。車名「Grunder」，係源自於德文Gründer，意指「開創者、發起人及奠定新局者」之義，為中華汽車多次的市場調查後才選定之命名。外觀與內裝由中華汽車聘請的兩位前賓士首席設計師奥利佛·寶雷（Olivier Boulay）與吉爾哈·史丹諾（Gerhard Steinle）共同參與設計。自2006年起，中華汽車將Grunder外銷出口至菲律賓，並將其命名為Galant 240M，2009年至2012年的小改款式樣，則改稱作Galant SE。中國大陸則是由福建省的合資企業東南汽車引進進行裝配和銷售，並將其譯為戈藍。

## 概要
Mitsubishi Grunder 雖為美規 Galant 車系的雙生車款，但無論從外觀或內裝觀之，這款車卻幾乎可以被視為是另一部全新產品。在變動頗大的車頭（尾）部份，燈組及水箱護罩等處皆經過重新設計，猶如 Mercedes-Benz E-Class 的造型輪廓，融合鰭狀天線、LED 鑽帶方向燈及尾燈等時髦元素，讓新車看起來既動感又俐落；車室內，Mitsubishi Grunder 呈現出的是一種科技、質感與典雅並存的獨特氛圍，木紋、金屬飾板及皮質的比例完美無缺，整合式中控台則考量了實用性及美感。
在頂級車款中，暖色調的室內照明則會在車門開啟時在車頂及前後座地板上點亮，至於材質用料上，亦較以往更為講究；此外，為了符合台灣的氣候及路況，Grunder 在上市之前，即已針對各種狀況進行過無數次的環境測試，同時，該車系也採用了世界頂級的 RISE 高剛性車體，並搭配了獨特的八角型大樑結構，根據 NHTSA（美國高速公路安全局）近期所做的撞擊測試結果顯示，在正面及側面撞擊中，Mitsubishi Grunder 由於受測成績優異，在這兩個評等中，分別獲得五顆星的最高評價。
搭載 2.4 升 MIVEC 直列四缸引擎，擁有 162hp/5500rpm 及 22.3kgm/4000rpm 的最大出力，搭配 INVECS II 附 SPORTS-MODE 4 速手自排變速箱，搭配前麥弗遜懸吊附防傾桿與後多連桿附防傾桿懸吊設定

## 歷史
- 中華汽車在 Grunder 準備邁向產品第四年時，於2007年12月20日推出 Grunder 小改款車型，以新車頭造型、雙氣囊列車系標配、Hi-Pro 頂級影音系統與提升座艙質感為小改主軸，讓擔綱 Mitsubishi 開拓國產中大型房車的 Grunder，能延續產品的新鮮感與競爭力道。
- 小改款工程將水箱罩換成大面積橫條鍍鉻樣式，帶來平穩氣派的大型房車格局。
- 同時，尾燈燈組樣式，則將透明方向燈與煞車燈的上下位置替換，以營造成熟穩重的氣息。另外，新款 10 幅交錯式輪圈，以及原有高階車型的鍍鉻車門把手，也全數改列車系標配項目，結合原有的鰭狀天線、LED 鑽帶方向燈、LED 尾燈與 LED 第三煞車燈，營造出氣派豪華的造型樣貌。外觀細部配備的重點，還包括原本旗艦型搭載的 HID 頭燈，小改款下放至豪華型，搭配光感應開啟頭尾燈，達到更佳的行車照明效果。
- 車室內，小改款雖延續原有 Grunder 的中控設計元素，然而，配備豐富度與座艙質感的提升，則成為中華汽車在小改款的著力點。首先，是安全配備的強化，小改 Grunder 在 ABS 與 EBD 主動安全基礎上，原有旗艦版搭載的雙前座安全氣囊，此次全數改列車系標配，以提升安全防護的標準。

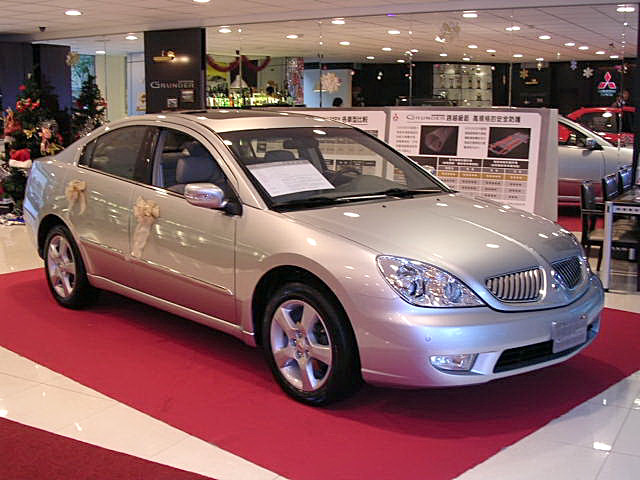
台灣版前期型車頭
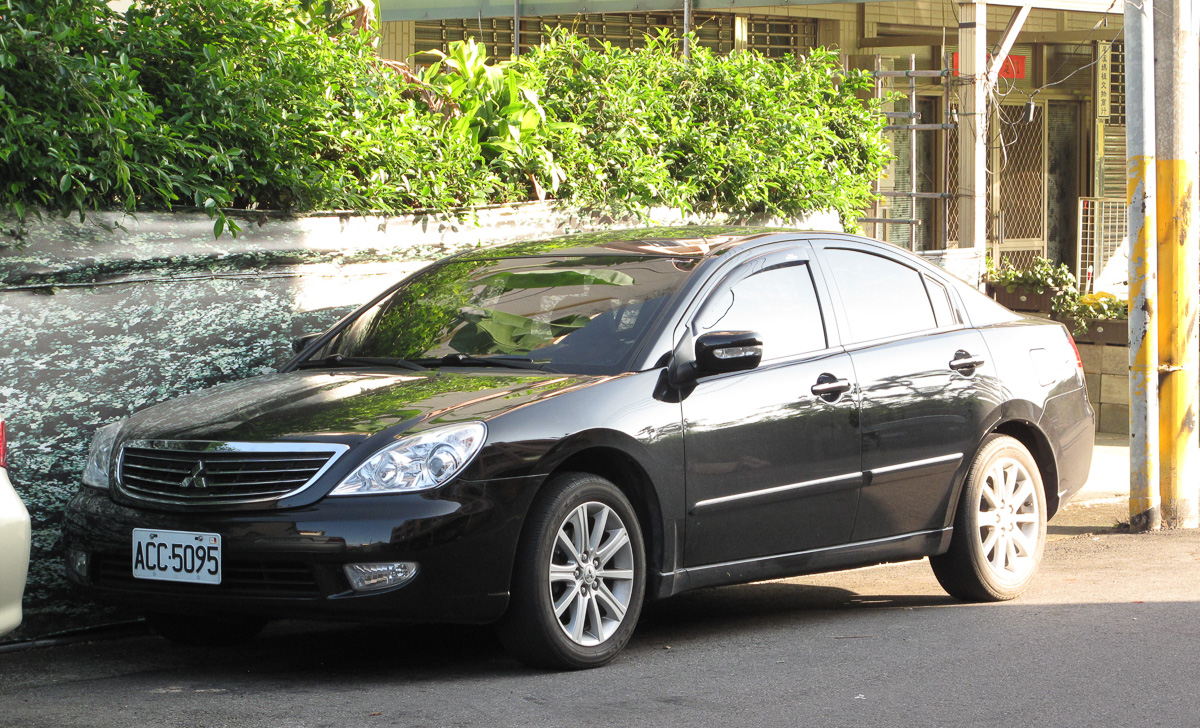
台灣版小改款車頭
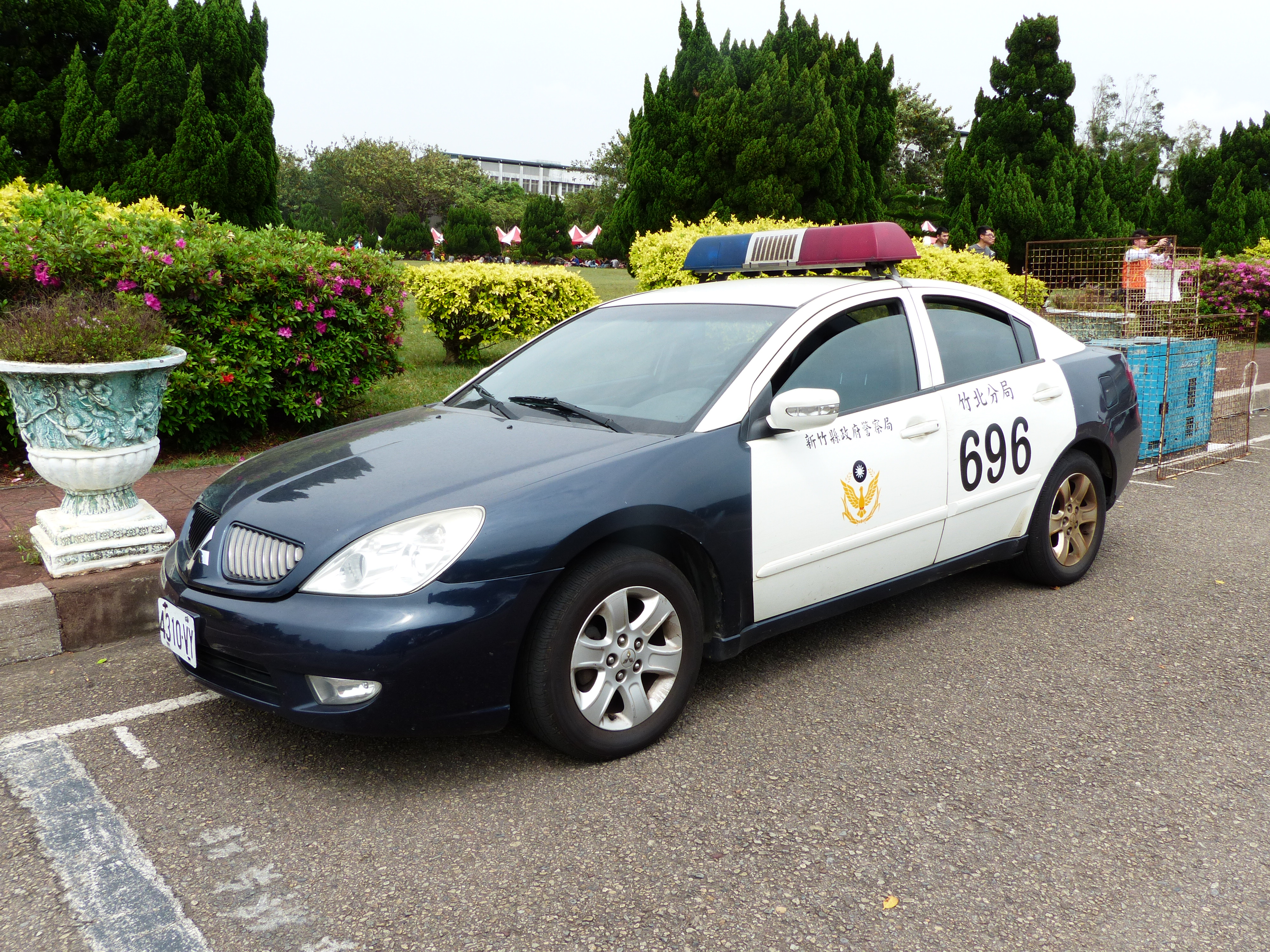
台灣版前期型車頭（警察車）
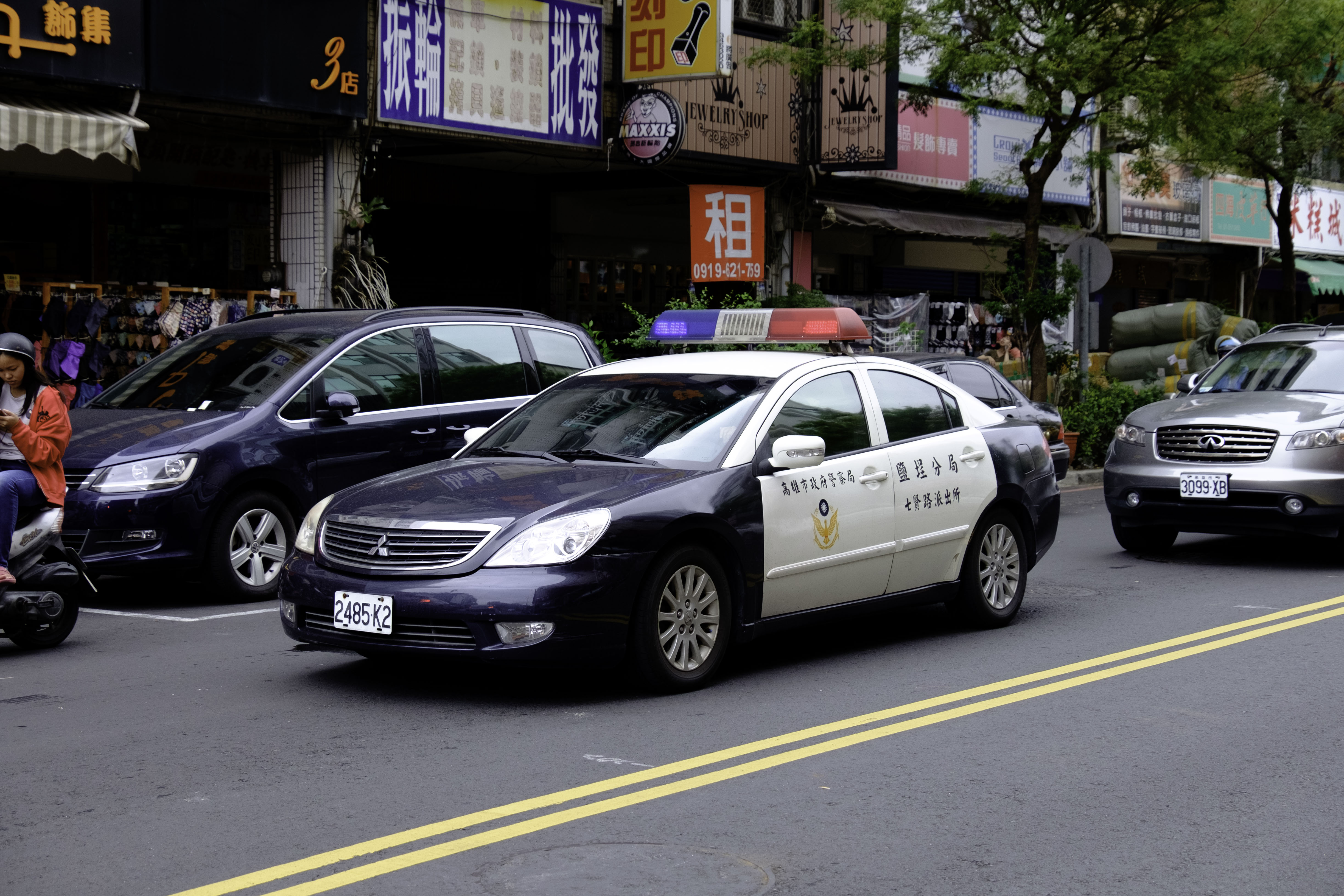
台灣版小改款車頭（警察車）
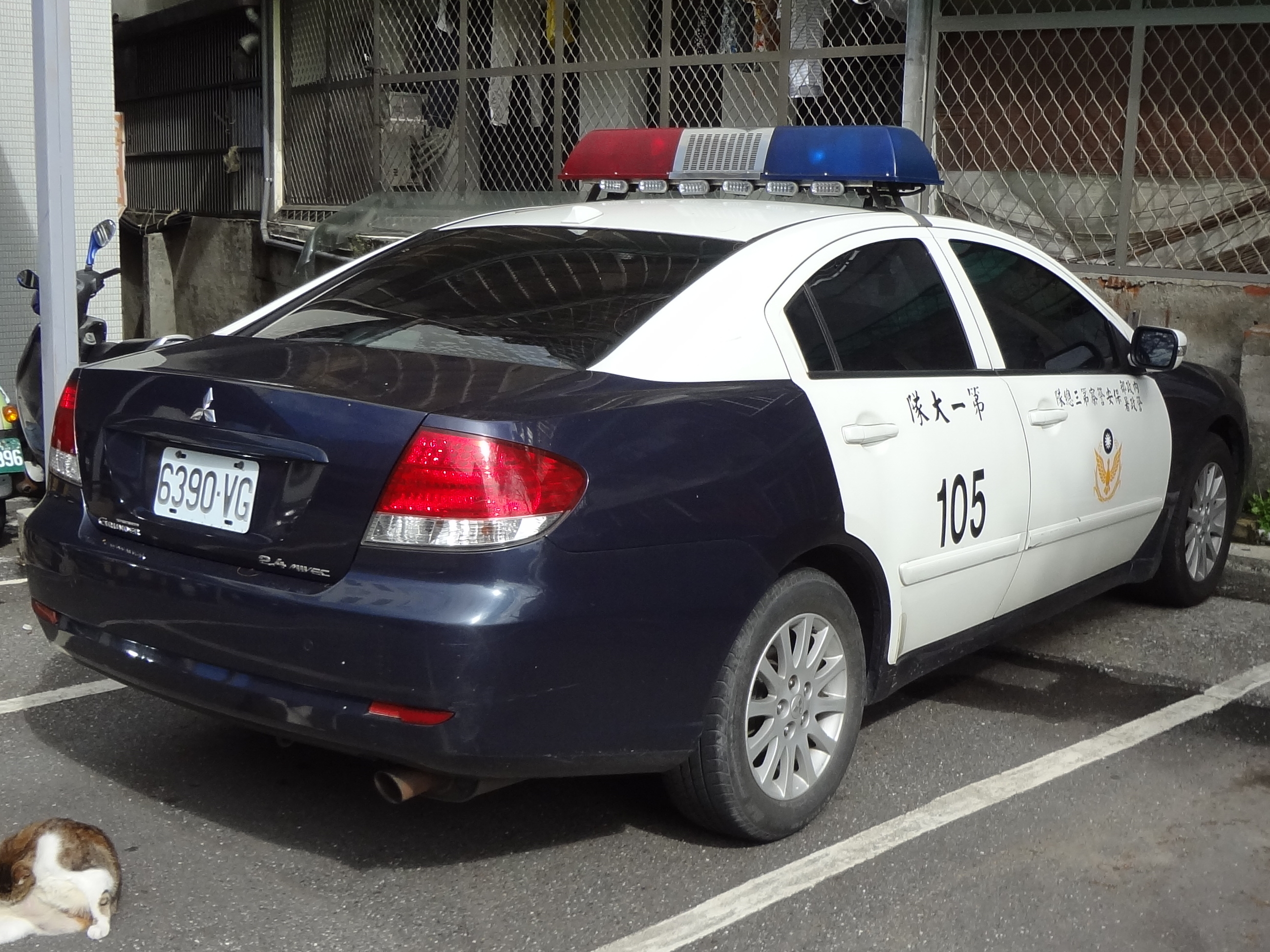
台灣版小改款車尾（警察車）
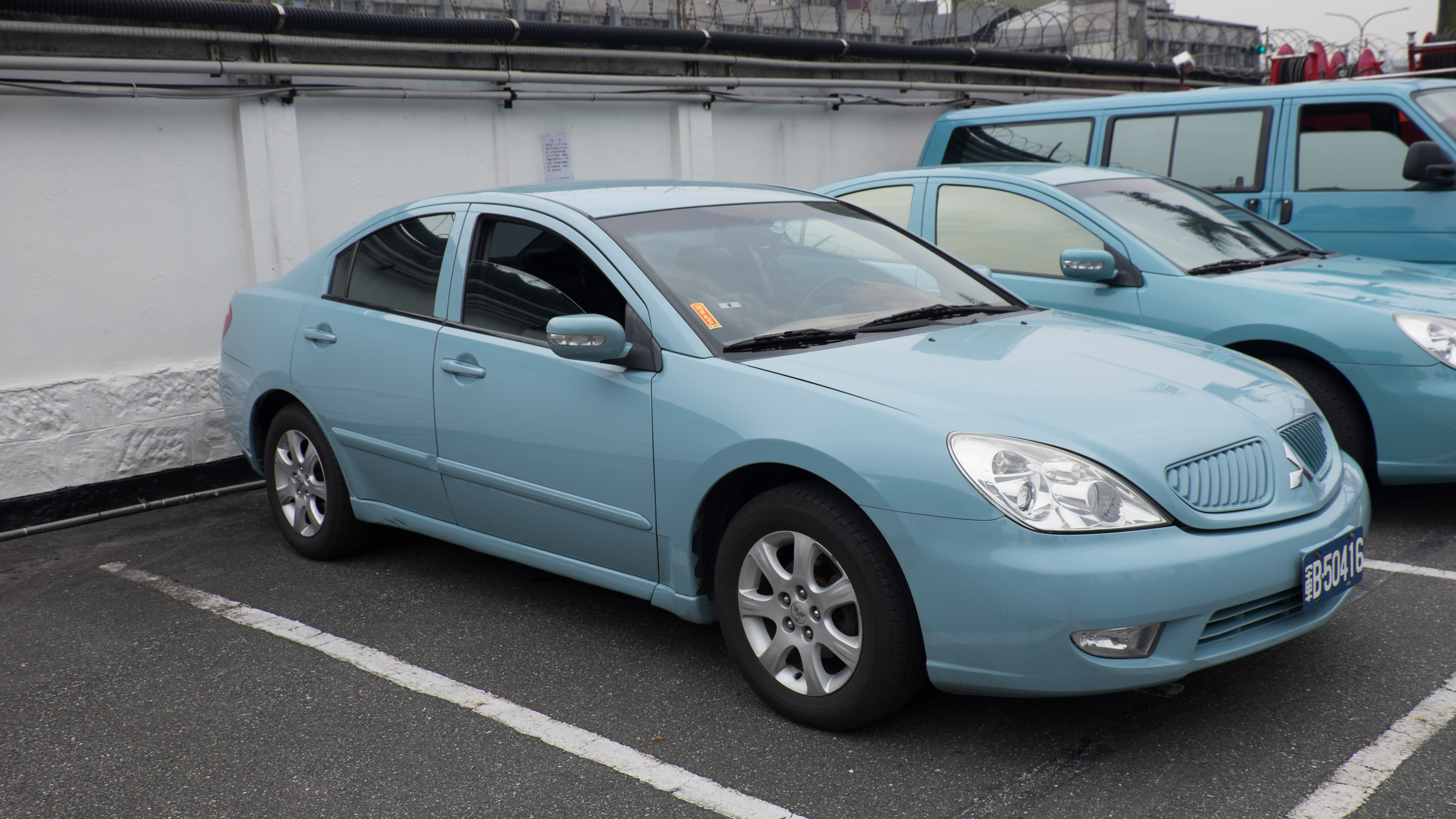
台灣版前期型車頭（海軍軍車）
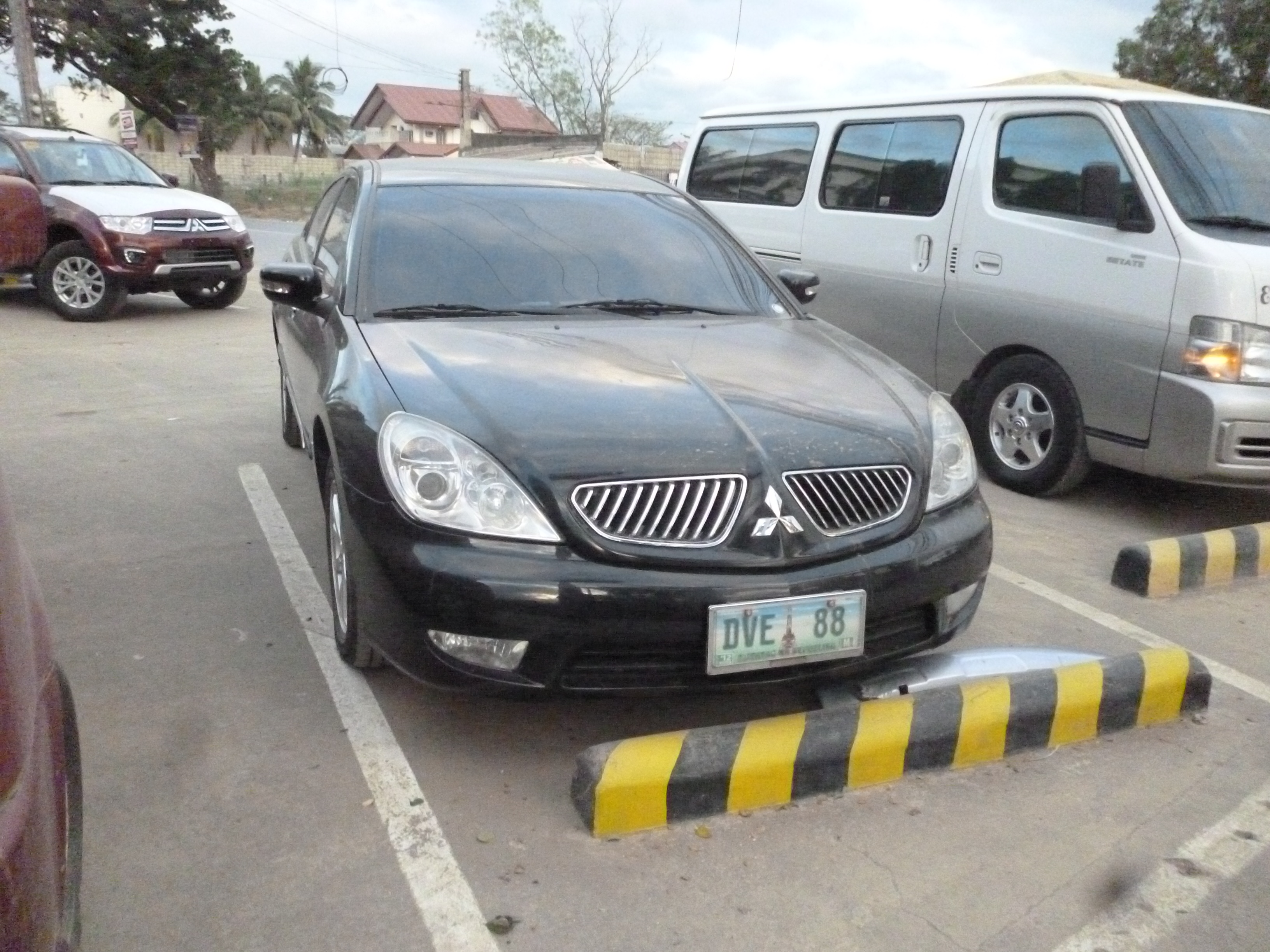
菲律賓版前期型車頭
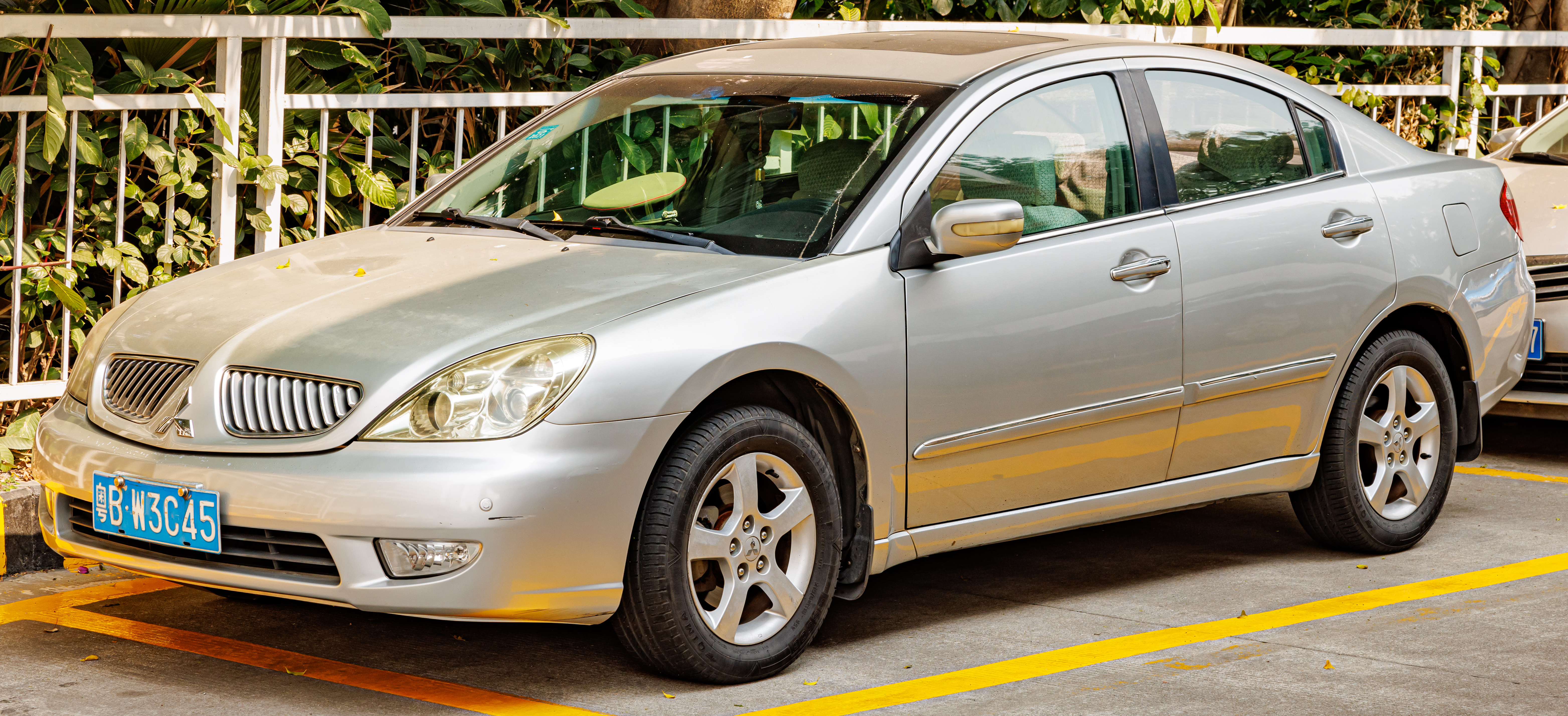
中國大陸版前期型車頭

## 外部連結
- 無聲的騷動－Mitsubishi Grunder悄然掩至 | U-CAR專題
- 驚嘆，從它下筆！ Mitsubishi Grunder媒體賞車會 | U-CAR新聞 （页面存档备份，存于）
- 誰將會被絆倒？ Mitsubishi Grunder正式在國產2.0/3.0升大桌就座！ | U-CAR新聞 （页面存档备份，存于）
- 略帶侵略 Mitsubishi Grunder 2.4試駕 (造型內裝篇) | U-CAR試車
- 感官迷向 Mitsubishi Grunder 2.4試駕(動力操控篇) | U-CAR試車 （页面存档备份，存于）
- 新思維飛上天，Mitsubishi Grunder為商務人士開創新航線 | U-CAR新聞 （页面存档备份，存于）
- 歲末拼治安！Mitsubishi Grunder加入台南市警車行列 | U-CAR新聞 （页面存档备份，存于）
- 樹立旗艦新標準，Mitsubishi Grunder新增胎壓偵測器與衛星導航 | U-CAR新聞 （页面存档备份，存于）
- 換臉強身再戰，Mitsubishi Grunder小改款發表 | U-CAR新聞
- 中年之惑－Mitsubishi Grunder 2.4試駕 | U-CAR試車
- 哥倆好有默契，Mitsubishi美規Galant小改款芝加哥車展亮相 | U-CAR新聞 （页面存档备份，存于）
- 汽車線上：中華三菱Grunder預售會(UPDATE) （页面存档备份，存于）
- 汽車線上：中華三菱Grunder 2.4正式發表 （页面存档备份，存于）
- 汽車線上：MITSUBISHI GRUNDER北海岸試駕速記 （页面存档备份，存于）
- 汽車線上：MITSUBISHI Grunder 時尚麂皮 精緻登場
- 汽車線上：Grunder 2.4「光采特仕車」限量發表
- 汽車線上：MITSUBISHI GRUNDER配備全時胎壓偵測器及NAVI衛星導航系統
- 汽車線上：展現MITSUBISHI GRUNDER從內而外、動靜皆宜的產品精神 （页面存档备份，存于）
- 汽車線上：MITSUBISHI GRUNDER樂動版特仕車6/9限量登場 （页面存档备份，存于）
- 汽車線上：【MITSUBISHI】2008 Grunder小改款搶先曝光！ （页面存档备份，存于）
- 汽車線上：【MITSUBISHI】Grunder小改款發表 78.9萬元起開賣
- 汽車線上：【國內試駕】MITSUBISHI Galant Grunder 2.4 （页面存档备份，存于）
- 汽車線上：2010年式MITSUBISHI Grunder上市 （页面存档备份，存于）
- AutoNet台灣頻道： 交車贈琉璃精品！MITSUBISHI Grunder「換面」，全新上市 （页面存档备份，存于）
- AutoNet台灣頻道：MITSUBISHI NEW GRUNDER 2.4L，世界級專利八角斷面鋼樑/直線式車體大樑 （页面存档备份，存于）
- AutoNet台灣頻道：MITSUBISHI NEW GRUNDER 2.4L，成就完美品味與安全 （页面存档备份，存于）
- AutoNet台灣頻道：精雕細琢－2008年式MITSUBISHI Grunder 2.4L小改登場（一） （页面存档备份，存于）
- AutoNet台灣頻道：精雕細琢－2008年式MITSUBISHI Grunder 2.4L小改登場（二） （页面存档备份，存于）
- AutoNet台灣頻道：精雕細琢－2008年式MITSUBISHI Grunder 2.4L小改登場（三） （页面存档备份，存于）
- AUTONET Mobile News: 影音/安全規格升級！MITSUBISHI 2010年式New Grunder登場
- 三菱Grunder 2.4搶先試駕 ｜ 蘋果新聞網 ｜ 蘋果日報 （页面存档备份，存于）